# Ramaria camelicolor
Ramaria camelicolor är en svampart som beskrevs av Corner, K.S. Thind & Anand 1956. Ramaria camelicolor ingår i släktet Ramaria och familjen Gomphaceae.   Inga underarter finns listade i Catalogue of Life.